# Pedaliodes roraimae
Pedaliodes roraimae är en fjärilsart som beskrevs av Embrik Strand 1912. Pedaliodes roraimae ingår i släktet Pedaliodes och familjen praktfjärilar. Inga underarter finns listade i Catalogue of Life.